# Tetracus
Genre
Espèce
Synonymes
- † Camphotherium Filhol, 1884

Tetracus est un genre fossile de gymnures (animaux apparentés aux hérissons, de la sous-famille des Galericinae).

## Classification
Le genre Tetracus est décrit en 1850 par Aymard,.
L'espèce Tetracus nanus est décrite en 1846 par Aymard,. 
Le genre Tetracus a un synonyme :
- † Camphotherium Filhol, 1884[5]

## Présentation
Le genre n'est connu que par une seule espèce, Tetracus nanus Aymard, 1846 (syn. Erinaceus nanus, Camphotherium elegans Filhol, 1883, Comphotherium elegans Filhol, 1883, Neurogymnurus minor Filhol, 1884, Tetracus bouti Lavocat, 1951) qui date de l'Oligocène et a été trouvée en France et en Belgique.

### Publication originale
- A. Aymard, 1850. Concernant les restes de mammifères fossiles recueillis dans le calcaire miocène des environs du Puy.  Annales de la Société d'Agriculture du Puy
- A. Aymard, 1846. Communication sur le gisement de Sainzelles.  Annales de la Société d'Agriculture, Science, et Arts